# قره‌قروت
قره‌قروت (واژه‌ای تُرکی به معنای کشک سیاه) یکی از انواع لبنیات به رنگ سیاه یا قهوه‌ای و بعضاً سپید یا زرد است که مزه‌ای ترش دارد. این فراوردهٔ لبنی از دوغ یا ماست به دست می‌آید. در کرمان به آن تلف، در یزد به آن تَرَف، در مازندران و سنگسر تَفره، در اصفهان به آن قارا، در ورزنه گلپایگان به آن قارقری، بختیاری‌ها به آن قره، قشقایی‌ها به آن قره قورد، در شیراز و خراسان رضوی و خراسان شمالی با نام قره قوروت (نامی ترکی به معنی کشک سیاه) و در دامغان با نام سوچو و در یاسوج با نام کراکری شناخته می‌شود. استان خراسان شمالی یکی از مراکز مهم و اصلی تهیه سیاه کشک در کشور و یکی از سوغات این منطقه است. در فردوس (جنوب خراسان) سیاه کشک را کرم رنگ می‌سازند و آن را آق قروت (به معنی سپید کشک) می‌نامند. سپید کشک به ۲ دسته کلی تقسیم می‌شود:  جوشاندن آب ماست پس از ریختن در کیسه) و دوغی (از جوشاندن آب دوغ پس از ریختن در کیسه). قیمت سپید کشک ماستی حدود دو برابر سپید کشک دوغی است و برخلاف سیاه کشک بافتی پفکی و متخلخل دارد. .
دوغ ترش شده را در مشک می‌ریزند تا تمام چربی آن که کره می‌باشد جدا گردد. بعد باقی‌مانده دوغ را می‌جوشانند تا غلیظ شود، سپس آن را روی پارچه صاف می‌کنند تا آب آن گرفته شود و باقی‌مانده را که روی پارچه مانده‌است، به صورت گلوله یا بیضی یا استوانه درآورده، می‌گذارند تا خشک گردد و نام آن را کشک می‌گذارند.
آب چکیده از پارچه را با کمی شیر مخلوط کرده و بعد می‌جوشانند تا جسمی سرخ رنگ و ترش مزه که قره‌قروت نام دارد به دست آید.

## فواید
کشک و قره قروت از لذیذترین و محبوب‌ترین فراورده‌های لبنیات در فرهنگ ایرانی به شمار می‌روند. کشک، با ترکیب منحصر به فرد اسیدهای چرب و پروتئین‌های مفید، یک منبع عالی از کلسیم، ویتامین B و پروبیوتیک‌هاست که به سلامت دستگاه گوارش کمک می‌کند و سیستم ایمنی را تقویت می‌کند. این محصول باعث تقویت ساختار استخوان‌ها، کاهش فشار خون و بهبود فرایند هضم می‌شود.
قره قروت نیز دارای خصوصیات بسیار مفید است. این محصول غنی از پروتئین و اسیدهای آمینه می‌باشد که به رشد و تقویت عضلات کمک می‌کند. همچنین، ویتامین D و کلسیم موجود در قره قروت، برای سلامت استخوان‌ها و دندان‌ها بسیار حائز اهمیت است. استفاده از قره قروت می‌تواند به کاهش وزن و کنترل سطح گلوکز خون کمک کند.